# Gangster Squad
Biệt đội bài trừ tội phạm (Tiếng Anh: Gangster Squad) là một bộ phim hình sự Mỹ năm 2013 của đạo diễn Rubben Fleischer, dựa trên kịch bản do Will Beal viết. Phim có sự góp mặt của nhiều ngôi sao tên tuổi như Josh Brolin, Ryan Gosling, Nick Nolte, Emma Stone và Sean Penn.
Bộ phim kể về việc Sở Cảnh sát thành phố Los Angeles đã thành lập một lực lượng phản ứng đặc biệt gọi là "Gangster Squad" để chống lại tên trùm khét tiếng Mickey Cohen và băng đảng của hắn trong giai đoạn 1940-1950. Ban đầu phim dự định sẽ ra rạp vào 7 tháng 9 năm 2012, nhưng sự kiện xả súng Aurora năm 2012 nên hãng Warner Bros đã quyết định dời ngày ra mắt bộ phim lên 11 tháng 1 năm 2013. Thực tế ở trên phim, các nhân vật, sự kiện chủ yếu dựa trên tiểu thuyết. LAPD có một đơn vị đặc biệt tên là "Gangster Squad" do Thanh tra trưởng của LAPD Clemence B. Horrall lập ra. Những bộ phim có chủ đề tương tự là Mulholland Falls (1996) và loạt phim truyền hình dài tập năm 2013 "Mob City".

## Cốt truyện
Năm 1949 ở thành phố Los Angeles, tên tội phạm Mickey Cohen với tham vọng kiểm soát toàn bộ các tổ chức tội phạm luôn có mâu thuẫn gay gắt với tên trùm mafia địa phương Jack Dragna khi tên này không cho phép hắn điều khiển đường dây buôn lậu của miền Đông xuyên qua thị trấn. Trong khi đó, Trung sĩ LAPD John "Sarge" O'Mara vừa giải cứu thành công một phụ nữ khỏi bị hãm hiếp và được Cảnh sát trưởng Bill Parker để mắt tới. Parker tin rằng sẽ cần phải có một biện pháp quyết liệt hơn nữa để ngăn chặn Cohen, và ông giao cho O'Mara nhiệm vụ tiến hành một cuộc chiến du kích ngầm đối đầu với hắn, Parker không có ý định giết Cohen mà chỉ muốn triệt hạ những cơ sở làm ăn phạm pháp của hắn. Bill gợi ý cho O'Mara (một cựu biệt kích trong Thế chiến thứ hai) về một lực lượng phản ứng đặc biệt mà O'Mara từng học ở Trại X trong chiến tranh. Nhiệm vụ của anh là thành lập một biệt đội hoạt động ngầm tương tự như vậy nhưng sẽ không mang phù hiệu trên người hay được sự hỗ trợ chính thức từ phía cảnh sát.
Người vợ đang mang thai của O'Mara Connie gợi ý về việc lựa chọn các thành viên trong đội có khả năng như anh và có độ tuổi trẻ hoặc dạn dày kinh nghiệm để có thể hoạt động ngầm trong thế giới tội phạm của Cohen. Với sự giúp đỡ của Connie, O'Mara đã tìm được một biệt đội của mình: Cảnh sát người da màu Coleman Harris, cựu sĩ quan tình báo Conwell Keeler, tay súng thiện xạ Max Kennard và người đồng sự người Mexico của Kennard Navidad "Christmas" Ramirez. O'Mara cũng cố gắng tuyển mộ người đồng nghiệp Trung sĩ Jerry Wooters vào đội, nhưng do bản tính lười biếng và tự mãn trong công việc nên anh này từ chối. Wooters vẫn giữ liên lạc với một người bạn hồi còn bé Jack Whalen để khai thác thêm thông tin từ anh ta về Cohen. Trong thời gian này Wooters cũng bắt gặp và có một mối quan hệ bí mật với người tình của Cohen Grace Faraday.
Sau đó, nhóm của O'Mara tấn công vào một sòng bạc của Cohen với ý định cướp tiền, nhưng vụ tấn công này bị chặn đứng bởi một số cảnh sát ở đây. Sau cuộc truy đuổi, O'Mara và Keeler bị bắt trong khi những người còn lại chạy thoát. Vụ tấn công đến tai của Cohen, hắn nghi ngờ rằng trùm mafia Dragna thực hiện vụ tấn công này nên quyết định lên kế hoạch giết Dragna. Khi Wooters đến hộp đêm như thường lệ thì bất ngờ vụ xả súng giết Dragna diễn ra, tuy không giết chết Dragna nhưng làm chết một cậu bé đánh giày vốn thân thiết với Wooters. Sau đó, O'Mara và Keeler được những người bạn trong nhóm giải cứu khỏi nhà tù trước khi bị người của Cohen tìm đến. Wooters đã tham gia nhóm của O'Mara.
Nhóm của O'Mara sau đó tiến hành nhiều vụ tấn công vào các cơ sở của Cohen cũng như phá hoại các vụ vận chuyển ma túy của hắn. Họ cũng đặt máy nghe trộm vào nhà của Cohen. Sau nhiều lần bị phá hoai. Wooters cũng cố giúp Faraday thoát khỏi Cohen. Cohen đã nghi ngờ rằng nhà mình bị gắn máy nghe trộm. hắn sau cùng đã phát hiện ra. Cohen lừa cả nhóm của O'Mara đến khu Chinatown lại Los Angeles để tiêu diệt cả nhóm bằng một vụ đánh bom nhưng may mắn cả nhóm thoát được trong khi Keeler bị người của Cohen giết tại nơi trú ẩn của nhóm. Faraday được Wooters đưa tới nhà Jack Whalen để chuẩn bị ra khỏi thành phố, nhưng Cohen đã tìm tới và giết chết Whalen trong khi đang tìm Faraday. Farady đã quyết định làm chứng để tố cáo Cohen, Nhóm của O'Mara buộc một thẩm phán nhận hối lộ của Cohen kí một lệnh bắt Cohen và cả nhóm tiến hành tấn công khách sạn nơi Cohen đang trú ẩn. Vụ đấu súng diễn ra và Cohen đã trốn được ra ngoài khách sạn và bị O'Mara đuổi theo. Kennard đã bị tử thương do bị Lennox bắn trước đó đã cố bắn hạ Lennox để cứu O'Mara. Sau đó, Cohen và O'Mara có một trận đấu quyền anh sinh tử trước sự chứng kiến của nhiều nhà báo, và Cohen đã đánh hạ O'Mara. Cohen sau đó bị bắt và bị kết án tù chung thân. Thông tin về Biệt đội cảm tử trong vụ bắt giũ Cohen đã không được nhắc tới, các thành viên trong biệt đội cuối cùng đã có cuộc sống tốt đẹp. O'Mara sau đó đã đoàn tụ với gia đình và không còn làm cảnh sát nữa, Wooters sống hạnh phúc cùng Faraday và vẫn tiếp tục làm cảnh sát, Ramirez và Harris trở thành cảnh sát tuần tra và Bill Parker vẫn làm cảnh sát trưởng với nhiệm vụ bài trừ tội phạm cho đến khi qua đời vào năm 1966.

## Diễn viên
- Josh Brolin thủ vai Trung úy John O'Mara
- Ryan Gosling thủ vai Trung úy Jerry Wooters
- Sean Penn thủ vai Mickey Cohen
- Nick Nolte thủ vai Chief Bill Parker
- Emma Stone thủ vai Grace Faraday
- Anthony Mackie thủ vai Đặc vụ Coleman Harris
- Giovanni Ribisi thủ vai Đặc vụ Conwell Keeler
- Michael Peña thủ vai Đặc vụ Navidad "Christmas" Ramirez
- Robert Patrick thủ vai Đặc vụ Max Kennard
- Mireille Enos thủ vai Connie O'Mara
- Sullivan Stapleton thủ vai Jack Whalen
- Holt McCallany thủ vai Karl Lockwood
- Josh Pence thủ vai Daryl Gates
- Austin Abrams thủ vai Pete
- Jon Polito thủ vai Jack Dragna
- James Hébert thủ vai Mitch Racine
- John Aylward thủ vai Judge Carter
- Troy Garity thủ vai Wrevock
- James Carpinello thủ vai Johnny Stompanato
- Frank Grillo thủ vai Tommy Russo
- Jonny Coyne thủ vai Grimes
- Jack McGee thủ vai Lieutenant Quincannon
- Evan Jones thủ vai Neddy Herbert
- Tanner Gill thủ vai Hooky Rothman
- Christopher Doyle thủ vai Edgar Beaumont
- Max Daniels thủ vai Jeffrey Clark

## Sản xuất
Ngoài các tình tiết hư cấu, cốt truyện phim có dựa trên nhiều sự kiện lịch sử có thật về nhân vật Mickey Cohen, một trùm tội phạm két tiếng thời đó tại Los Angeles và cũng từng là một võ sĩ quyền anh như miêu tả trong phim, đồng thời, đội Gangster Squad cũng từng được sở cảnh sát Los Angeles thành lập.